# جين هوب هاستينغز
جين هوب هاستينغز (بالإنجليزية: Jane Hope Hastings)‏ هي ممثلة أمريكية، ولدت في 16 أبريل 1902، وتوفيت في 10 سبتمبر 2006.